# Amadis (Lully)
Amadis (nebo také Amadis de Gaule, česky: Amadis z Galie, LWV 63) je francouzská opera (tragédie lyrique) od Jeana-Baptiste Lullyho. Libreto sepsal dlouholetý Lullyho spolupracovník Philippe Quinault, podle de Herberayovy adaptace rytířského románu Amadís Waleský, od G. R. de Montalva. Opera měla premiéru někdy mezi 15.-18. lednem 1684 v divadle Palais-Royal.
Opera sestává z pěti dějství a prologu, stejně jako všechny Lullyho tragédie lyrique.

## Vznik a první představení
Král Ludvík XIV. vybral téma pro operu z hrdinského románu o Amadisovi. Takové tema však bylo pro klasickou tragédie lyrique do určité míry netypické, protože se většinou jedná o děj inspirovaný klasickou mytologií. Amasis měl premiéru někdy mezi 15.-18. lednem 1684 (zdroje uvádějí různá data) v divadle Palais-Royal. Roku 1685 byl Amadis hrán ve Versailles, avšak bez divadelních strojů.

## Inscenační historie
Původní inscenace Amadise byla v pařížském operním divadle obnovena již pár týdnů po Lullyho smrti, 8. dubna 1687. Další nové inscenace následovaly v letech 1701, 1707, 1718, 1731, 1732, 1740 a 1759. Poslední inscenace měla premiéru 26. listopadu 1771, avšak ve značně pozměné podobě: opera byla restrukturována do tří aktů a skladatelé Pierre-Montan Berton a Jean-Benjamin de La Borde napsali novou hudbu pro sbory a baletní divertissements. V roce 1732 navíc dala Amadise inscenovat na zámku ve Versailles královna Marie Leszczyńská.
Vedle Paříže byl Amadis uveden v řadě francouzských měst, totiž v Marseille (1689), Rouenu (1693), Lunéville (1709), Lyonu (1710) a Dijonu (1729). Mimo Francii hráli tuto operu v Amsterdamu (1687), Haagu (1704) a Bruselu (1695, 1697 Théâtre du Quai au Foin, 1709 Théâtre de la Monnaie).
Poté, co Lullyho opery opustily repertoár pařížské opery, upravil Anne-Pierre-Jacques Devismes du Valgay Quinaultovo libreto do tříaktové podoby a tuto verzi zhudebnil Johann Christian Bach pod názvem Amadis de Gaule. Byla to jeho jediná francouzská opera a měla premiéru 10. prosince 1779.
Novodobá premiéra Amadise se konala 14. června 1938. Připravilo ji londýnské divadlo 20th Century Theater v anglickém překladu O. Daunta. Další ucelené provedení díla připravil až po téměř padesáti letech (v květnu 1987) soubor London Baroque Players s dirigentem Nicholasem McGeganem pro rozhlasovou stanici BBC (Radio 3). Následovalo první úplné koncertní provedení 31. července 2006 na Festival de Musique Baroque en Vendée (v kostele v Les Lucs-sur-Boulogne, dirigoval Hugo Reyne).
Novou inscenaci připravilo společné divadlo švýcarských měst Biel a Solothurn, premiéra se konala v Bielu 13. února 2009 v režii Petera Beata Wyrsche. Další inscenaci připravily roku 2010 v koprodukci operní divadla v Avignonu a v Massy v režii Oliviera Bezenecha, dirigoval Olivier Schneebeli. Koncertně operu provedl Christophe Rousset s orchestrem Les Talens Lyriques v červenci 2013 ve Versailles a Beaune.

## Role
| Role | Hlas         | Premiéra, mezi 15.–18. lednem 1684 |
| --- | ------------ | ---------------------------------- |
| Alquif, kouzelník, manžel Urgandy (prolog)                                                                                | baryton      |                                    |
| Urgande, kouzelnice, manželka Alquifa (prolog)                                                                            | soprán       |                                    |
| Amadis, syn krále Periona z Galie                                                                                         | haute-contre | Louis Gaulard Dumesny              |
| Oriane, dcera krále Lisuarta z Británie                                                                                   | soprán       | Fanchon Moreau                     |
| Florestan, nelegitimní syn krále Periona                                                                                  | baryton      | Jean Dun                           |
| Corisande, Florestanova milá, vládkyně Gravesande                                                                         | soprán       |                                    |
| Arcabonne, kouzelnice, sestra Arcalaua a Ardana Canila                                                                    | soprán       | Marie Le Rochois                   |
| Arcalaüs, kouzelník, rytíř a bratr Ardana Canila a Arcabonny                                                              | baryton      |                                    |
| Duch Ardana Canila | baryton      |                                    |
| Následovníci, rytíři, vojáci, démoni, nymfy, pastýři a pastýřky, zajatci a věznitelé, začarovaní hrdinové a hrdinky, atd. |              |                                    |

## Děj opery

### Prolog
(Pavilon, který si Alquif a Urgande vybrali k odpočinku) Blesk a hrom probouzejí ze spánku slavnou kouzelníci Urgande, kouzelníka Alquifa a jejich družiny. Čarodějný pár propouští ze služby duchy, kteří je chránili. Všichni se radují, že kouzlo, které je drželo ve spánku, pominulo (dvojzpěv a sbor Ah, j'entends un bruit qui presse, balet).
Jak Alquif a Urgande vyprávějí, po smrti Amadise se ze žalu uchýlili na toto místo a přivolali na všechny kouzelný spánek až do doby, než se na světě objeví hrdina, který by zesnulého reka předčil. Tak se nyní stalo (recitativ Urgande Lorsqu' Amadis périt a dvojzpěv C'est à lui d'enseigner, árie jedné z Urgandiných družek Les plaisirs nous suivrons désormais a sbor C'est à lui d'enseigner). Proto nyní na jeho počest povolají Amadise z říše stínů a předvedou jeho činy novému hrdinovi, kterému se obdivuje celý vesmír (recitativ Urgande Retirons Amadis de la Nuit éternelle a sbor Tout l'Univers admire ses exploits). Urgande a Alquif posílají „Lásky“ a „Hry“, aby přivedly Amadise zpět k životu (rondo Suivons l'Amour, c'est lui qui nous mène… Volez, tendres Amours.

### 1. dějství
(Palác Lisuarta, krále Británie) Přichází Amadis, syn krále Periona z Galie, a jeho druh Florestan, Perionův levoboček. Amadis trpí; je totiž zamilován do Oriany, Lisuartovy dcery (árie Ah, que l'Amour paraît charmant) Lisuart mu ji odpírá, protože ji chce provdat za římského krále. To by nebyla největší překážka, Amadis by si ji i přes otcův odpor dobyl mečem, jenže Oriane, která mu zprvu projevovala přízeň, ho náhle z neznámého důvodu odvrhla (árie Quand on est aimé comme on aime). Florestan mu radí najít si novou lásku, ale Amadis odchází trpět do ústraní.
Florestan se vzápětí setkává se svou milovanou Corisandou, paní z Gravesandu (duet Florestan! ô bien heureux moment). Jejich lásce nestojí nic v cestě – až na Florestanovu ctižádost prokázat svou odvahu v boji a dobýt si vlastní zásluhy, ač ho od toho Clorisande zrazuje (árie Fils d'un Roi dont le nom partout s'est fait connaître a duet C'est ma plus chère envie).
Oriane jim závidí. Ona sama miluje Amadise, je však přesvědčena, že ten dává přednost jiné. Florestan vyjadřuje překvapení, ale nepopírá to (árie Amadis punit les ingrats). Oriane lituje, že se nedokáže své lásky jednoduše zbavit (árie Pourqoi me plainre d'une offense a tercet Non, on ne sort pas aisément). Musí však předstírat dobrou náladu, protože právě na její počest začínají bojové hry, jejichž vítězové snášejí princezně k nohám své trofeje (pochod do turnajové bitvy, balet, sbor Belle princesse, que vos charmes… Les plus grands Rois de l'Univers a repríza pochodu).

### 2. dějství
(Les se stromy ověnčenými trofejemi) Čarodějnice Arcabonne se brání lásce (árie Amour, que veux-tu moi?'). Jak přiznává svému bratru Arcalaüsovi, zamilovala se do neznámého rytíře, který ji zachránil před netvorem. Arcalaüs se jí snaží lásku vymluvit (árie L'Amour n'est qu'une vaine erreur … Délivrez-vous d'esclavage) a přesvědčuje ji, aby své myšlenky soustředila na jinou věc, totiž pomstu na Amadisovi, který zabil jejich bratra Ardana Canila (duet Irritons notre barbarie). Arcalaüs připravil na Amadise léčku a vyzývá démony, aby mu byli nápomocni (árie a balet Dans un piège fatal… Démons, préparez-vous).
Objevuje se Amadis, který zde v lese hledá ´útočiště před svým žalem (árie Bois épais, redouble ton ombre). Tam ho nachází Corisande, který také naříká (árie Ô Fortune cruelle a duet Hélas! quels soupirs me répondent?). Florestan totiž na těchto místech svedla jakási čarodějnice a uvrhla ho do otroctví.
Amadis se jej chce ihned vydat osvobodit, ale Arcalaüs mu zastoupí cestu a jeho průvodci unesou Corisandu. Amadis s Arcalaüsem bojuje. Čarodějova družina má nejprve podobu démonů a příšer, ale Amadis se jim srdnatě brání. Proto se démoni promění v pastýře, pastýřky a nymfy; snaží se Amadise rozptýlit a svést krátkou (balet démonů a příšer Esprits infernaux, balet pastýřek pastýřů, sbor Non, non, pour être invincible, duet pastýřů Aimez, soupirez, cœurs fidèles, tercet dvou pastýřů a pastýřek se sborem Vous ne devez plus attendre). V jedné z nymf se Amadis domnívá poznat Orianu a běží za ní. Přízraky slaví vítězství (Non, non, pour être invincible).

### 3. dějství
(Zříceniny starého paláce s hrobkou Ardana Canila a s několika kobkami) V celách se tísní vězni čarodějníků, totiž Amadisovi příbuzní a přátelé, mezi nimi i Florestan Corisande. Zajatci se střídavě snaží obměkčit své žalářníky a přivolat na sebe smrt (sbor zajatců Ciel! finissez nos peines, duet Florestana a Corisandy Que devient le bonheur si rare, sbor žalářníků Tel s'empresse d'appeller la Mort a sbor zajatců Ô mort, que vous êtes lente). Démoni přinášejí vzduchem Arcabonnu. Ta vypouští vězně z cel, jen aby jim ohlásila blízkou smrt (sbor zajatců a žalářníků Contentez-vous des maux… La mort est plus digne d'envie). Corisande a Florestan si dávají sbohem (duet Quel sort pour nos tendres amours). Oba prosí čarodějnici, aby ušetřila druhého z nich, ale ta jim jízlivě odpovídá, že pro milence není nic sladšího než být spojeni i ve smrti (árie Consolez-vous de vos tourments a duet Florestana a Corisandy Puisque le Ciel ne permet pas). Zajatci zoufají a prosí nebesa o pomstu (sbor Quelle rigueur de nous contraindre). Poté se Arcabonne obrací k hrobce svého bratra a oznamuje mu, že bude brzy pomstěn (árie Toi qiu dans ce tombeau). Duch Ardana Canila však vystoupí z hrobu a předpovídá, že ho Arcabonne zradí (árie Ah! tu me trahis, malheureuse). Čarodějnice to popírá.
Její vojáci přivádějí spoutaného Amadise. Arcabonne se jej chystá zabít, tu však v něm poznává hrdinu, jemuž je povinována vděčností za záchranu svého života, ale kterého navíc miluje. Na Amadisovu žádost proto propouští všechny vězně (árie Arcabonny Vivez, quittez vos fers a sbor zajatců Sortons de l'esclavage), jeho samotného však odvádí s sebou.

### 4. dějství
(Libý ostrov) Arcalaüs se zmocnil Oriany a chce ji mučit pomyšlením na ztrátu milovaného Amadise (recitativ a árie Par mes enchantements… Ne permettons qu'elle ignore). Vyčítá své sestře Arcabonně, že Amadisovi podlehla. Pohled na Orianu, spíše než bratrovy výčitky, v čarodějnici vzbudí takovou žárlivost, že je nyní připravena podílet se na zkáze obou milenců (árie Enthe l'amour et la haine cruelle). Zajatá Oriane zatím doufá v pomoc nebes, neboť od domněle nevěrného Amadise záchranu nečeká. Arcalaüs si ji dobírá a snaží se ji vyvést z míry sdělením, že i Amadis je v jeho zajetí. Oriane se zdráhá uvěřit, že by Amadis mohl být přemožen. Arcalaüs í však ukáže zdánlivě mrtvého Amadise. Oriana hořekuje, klade si Amadisovu smrt za vinu a nakonec omdlévá (recitativ Que vois-je? Ô spectacle effroyable!' a árie Il m'appelle; je vais le suivre).
Arcabonne a Arcalaüs se radují nad svým triumfem (duet Quel plaisir de voir). Na skále obklopené plamenem se však objeví koráb v podobě hada a z něj vystupuje dobrá kouzelnice Urgande se svou družinou (recitativ a árie Je soumets à mes lois l'enfer, la terre et l'onde… Tremblez, tremblez, reconnaissez Urgande). Kouzelnou hůlkou zneškodní Arcalaüse a Arcabonnu a Urgandiny družky svými kousky snímají kletbu z Amadise a Oriany a odvádějí je oba do korábu (menuet a zpěv dvou Urgandiných průvodkyň Cœurs, accablés de rigueurs inhumaines). Urganda sejme kouzlo z čarodějnického páru a odjíždí svou lodí. Rozzlobení Arcalaüs a Arcabonne volají na pomoc démony z pekel (duet Démons soumis à nos lois) , ale proti nim bojují démoni ze vzduchu a oba černokněžníci jsou nuceni uznat porážku (duet Démons soumis à nos lois… On brave notre vain pouvoir).

### 5. dějství
(Apollidonův začarovaný palác s obloukem věrných milenců a zapovězenou komnatou) Urgande přivádí Amadise a zvěstuje mu konec všeho trápení. Brzy prý přivede Orianu. Amadis je v rozpacích, protože má stále od Oriany příkaz nechodit jí na oči. Urgande však radí, že přílišný respekt k přáním druhého škodí lásce. Oriane přichází a truchlí, protože sed dosud domnívá, že Amadis je mrtev (árie Fermez-vous pour jamais, mes yeux). Její žal se promění v radost, když vidí, že je Amadis naživu. Přesto ho nařkne z nevěry, ale Amadis jí to vyvrací a oba se usmiřují (duet Ma douleur eût été mortelle). Urgande navíc zařídila svolení Orianina otce, čímž padly překážky proti sňatku Oriany s Amadisem. Snoubenci pak spolu s Corisandou přesvědčí Florestana, že není třeba, aby svou odvahu prokazoval v bojích, a že má raději pojmout Corisandu za ženu.
Všichni slaví hrdinného Amadise, před nímž se otevře i začarovaná komnata. V ní hrdinové a hrdiny minulosti vítají své nové druhy, Amadise a Orianu, a všichni oslavují moc věrné lásky (kvartet se sborem Héros favorisé des Cieux tanec a árie jedné z hrdinek Fidèles cœurs, votre constance a závěrečný sbor Chantons tous, en ce jour).

## Nahrávky
- 2006 (3 CD, Accord) Amadis. Zpívají (Corisande) Françoise Masset, (Arcabonne) Céline Ricci, (Oriane) Guillemette Laurens, (Amadis) François-Nicolas Geslot, (Florestan) Bertrand Chuberre, (Arcalaüs) Florian Westphal, (Urgande) Camille Poul, (Alquif / žalářník / Ardanův stín) Matthieu Heim, (žena z průvodu Urgande, pastýřka) Agathe Boudet, (žena z průvodu Urgande, pastýřka, zajatkyně) Hélène Richer, (zajatkyně) Maïlys de Villoutreys, (zajatec) Benoît Porcherot, (pastýř) Daniel Lalandre, (pastýř, zajatec) Thomas Van Essen. La Simphonie du Marais vede Hugo Reyne. Živá nahrávka z kostela v Lucs-en-Boulogne, z X. Festivalu de la Chabotterie ve Vendée.